# Joacim Cans
Joacim Cans (Mora, 19 februari 1970) is de leadzanger van de Zweedse powermetalband HammerFall. Zijn debuut bij deze band was in 1996 toen hij inviel voor Mikael Stanne. Sindsdien is hij een vast bandlid.
Naast de diverse albums van HammerFall heeft Cans ook een solo-album gemaakt: Nu kan mörkret falla (2013).
- International Standard Name Identifier: 0000 0003 7198 3844
- MusicBrainz: a6f8ee48-d467-4f93-bce3-e1b2b59f6d58
- Nationale Bibliotheek van Tsjechië: xx0098270
- Virtual International Authority File: 90620754